# هری بارانتس
هری بارانتس (اوکراینی: Григорій Григорович Баранець؛ زادهٔ ۲۲ ژوئیهٔ ۱۹۸۶) بازیکن فوتبال اهل اوکراین است.
از باشگاه‌هایی که در آن بازی کرده‌است می‌توان به باشگاه فوتبال اسپارتاک ایوانو-فرانکیفسک، باشگاه فوتبال اوبولون-برووار کیف، و باشگاه فوتبال کارپاتی لویو اشاره کرد.
وی همچنین در تیم ملی فوتبال Ukraine-18 بازی کرده‌است.